# Мод (язык)
Мод (также мотун; англ. mod, motun, mawer, moden, modin, mot, motin) — язык восточночадской ветви чадской семьи, распространённый в центральной части Чада в департаменте Восточный Мандуль региона Мандуль. Как самостоятельный язык рассматривается в классификациях афразийских языков британского лингвиста Роджера Бленча (Roger Blench) и в классификации, опубликованной в работе С. А. Бурлак и С. А. Старостина «Сравнительно-историческое языкознание». Как диалект языка тумак язык мод наряду с собственно диалектом тумак представлен в справочнике языков мира Ethnologue.

Среди носителей языка мод широко распространено знание центральносуданского языка сара.
В классификации, представленной в работе «Сравнительно-историческое языкознание» (С. А. Бурлак, С. А. Старостин), язык мод включается в состав группы языков сомрай. К этой группе относит мод также Роджер Бленч.
В рамках группы сомрай мод наиболее близок языкам подгруппы собственно сомрай: сомрай, тумак, мульги (мире), мауер и ндам, которые противопоставляются языкам подгруппы милту.

В классификации, представленной в справочнике Ethnologue, язык тумак, в качестве диалекта которого рассматривается мод, включён вместе с языками мире (мульги), ндам и сомрай в состав подгруппы А1.1 группы А восточночадской языковой ветви.
Язык мауер, включённый в состав группы сомрай в классификации Роджера Бленча, вероятно, является диалектом языка мод или одним из вариантов его названий.